# Финтинеле-Рус
Финтинеле-Рус (рум. Fântânele-Rus) — село у повіті Селаж в Румунії. Входить до складу комуни Рус.
Село розташоване на відстані 369 км на північний захід від Бухареста, 39 км на схід від Залеу, 52 км на північ від Клуж-Напоки.

## Населення
За даними перепису населення 2002 року у селі проживали 248 осіб. Усі жителі села рідною мовою назвали румунську.
Національний склад населення села:
| Національність | Кількість осіб | Відсоток |
| -------------- | -------------- | -------- |
| румуни         | 240            | 96,8%    |
| цигани         | 8              | 3,2%     |